# Comedy Capers - komieke bokkesprongen (Boedijn)
Comedy Capers - komieke bokkesprongen, op. 181 is een compositie voor fanfareorkest van de Nederlandse componist Gerard Boedijn. Het werk is geïnspireerd door de gelijknamige televisieserie.